# جزيرة ميلابين
جزيرة ميلابين وهي جزيرة من جزر إندونيسيا، وتقع في إقليم كالمنتان الشرقية.